# Amtsgericht Rothenburg/O.L.
Das Amtsgericht Rothenburg/O.L. war ein Gericht der ordentlichen Gerichtsbarkeit und ein Amtsgericht in Preußen mit Sitz in Rothenburg/Oberlausitz.

## Geschichte
Das königlich preußische Amtsgericht Rothenburg/O.L. wurde 1879 im Rahmen der Reichsjustizgesetze gebildet. Es löste damit das seit 1849 bestehende Kreisgericht Rothenburg/O.L. ab. Der Amtsgerichtsbezirk umfasste den Stadtbezirk Rothenburg und die Amtsbezirke Horka, Lodenau, Mückenhain, Sänitz, Spree und Uhsmannsdorf. Das Amtsgericht Rothenburg/O.L. war eines von zehn Amtsgerichten im Bezirk des Landgerichtes Görlitz im Gebiet des Oberlandesgerichtes Breslau. Das Gericht hatte damals eine Richterstelle und war ein kleines Amtsgericht im Landgerichtsbezirk.

## Gerichtsgebäude
Das Gerichtsgebäude (Markt; heute Görlitzer Straße 3) war ein Bürgerhaus des 19. Jahrhunderts.